# جیزل شاو
جیزل شاو (به انگلیسی: Gisele Shaw) با نام اصلی ژیزل مایوردو (به انگلیسی: Gisele Mayordo)(زاده ۳۰ اکتبر ۱۹۸۸) کشتی‌گیر حرفه‌ای فیلیپینی-کانادایی است.
او یک زن ترنس است.

## زندگی
هنگامی که مایوردو ۱۲ ساله بود، او و خانواده اش از تولدو، سیبو، فیلیپین، به یلونایف در شمال غربی کانادا نقل مکان کردند. او در سن ۲۲ سالگی گذار جنسیت از مرد به زن را انجام داد و آشکارسازی کرد، او به عنوان یک زن ترنس در رویداد پراید تورنتو در ۲۴ ژوئن ۲۰۲۲ و در سن ۳۳ سالگی ظاهر شد.